# Pump the Brakes
Pump the Brakes è il secondo EP del gruppo musicale svedese Refused, pubblicato nel 1993 dalla Startrec.

## Tracce
Testi e musiche di Refused.
1. Pump the Brakes – 2:53
2. Strength – 3:28
3. Preception – 2:24
4. Who Died? – 1:37

## Formazione
Gruppo
- David Sandström – batteria, cori (traccia 1)
- Magnus Björklund – basso, cori (traccia 1)
- Henrik Jansson – chitarra, cori (traccia 1)
- Pär Jaktholm – chitarra, cori (traccia 1)
- Dennis Lyxzén – voce, cori (traccia 1)

Altri musicisti
- The Shelter Posse – cori (traccia 1)
- Abhinanda – cori (traccia 1)
- Drift Apart – cori (traccia 1)

Produzione
- Refused – produzione
- Thomas Skogsberg – produzione
- Fred Estby – ingegneria del suono